# Zbigniew Blechman
Zbigniew Blechman (ur. 9 listopada 1929 w Malinie, zm. 30 kwietnia 2018) – żołnierz, generał dywizji, dowódca Pomorskiego Okręgu Wojskowego, zastępca szefa sztabu Zjednoczonych Sił Zbrojnych Państw Stron Układu Warszawskiego w Moskwie.

## Życiorys
Po wojnie był przewodniczącym Zarządu Powiatowego Związku Walki Młodych w Bochni. Po ukończeniu Centralnej Szkoły Związku Walki Młodych wstąpił do ludowego Wojska Polskiego. Od 1947 był podchorążym w Oficerskiej Szkole Politycznej w Łodzi, a po jej rozwiązaniu w maju 1948 kontynuował naukę w Oficerskiej Szkole Piechoty nr 2 w Jeleniej Górze. W 1951 roku, po ukończeniu szkoły został promowany na stopień podporucznika w korpusie oficerów piechoty i wyznaczony na stanowisko dowódcy plutonu w Oficerskiej Szkole Samochodowej w Pile. W 1953 roku został dowódcą kompanii w tej uczelni. W 1958 roku, po ukończeniu Kursu Doskonalenia Oficerów w Akademii Sztabu Generalnego WP został wykładowcą cyklu taktyki i szkolenia ogniowego w Oficerskiej Szkole Samochodowej. W latach 1960–1963 był słuchaczem Akademii Sztabu Generalnego w Rembertowie.
Po ukończeniu akademii dowódca batalionu w 27 Pułku Zmechanizowanym w Kłodzku. W latach 1964–1966 pomocnik szefa Wydziału Operacyjnego Sztabu 2 Warszawskiej Dywizji Zmechanizowanej w Nysie. Od 1966 roku szef sztabu-zastępca dowódcy 6 Pułku Zmechanizowanego w Częstochowie. W latach 1967–1971 dowódca 18 Pułku Czołgów Średnich w Wędrzynie. Pułk ten wchodził w skład 4 Dywizji Zmechanizowanej w Krośnie Odrzańskim. W latach 1971–1972 szef sztabu-zastępca dowódcy 11 Drezdeńskiej Dywizji Pancernej w Żaganiu.
W latach 1973–1975 słuchacz Wojskowej Akademii Sztabu Generalnego Sił Zbrojnych ZSRR im. K. Woroszyłowa w Moskwie. Po zakończeniu studiów został dowódcą 20 Dywizji Pancernej w Szczecinku. Dowodzona przez niego dywizja uzyskała tytuł "Przodującego Związku Taktycznego WP". 5 października 1977 na mocy uchwały Rady Państwa PRL awansowany do stopnia generała brygady. Nominację wręczył mu w Belwederze 10 października 1977 I sekretarz Komitetu Centralnego PZPR Edward Gierek. Od lutego 1978 roku był szefem sztabu-zastępcą dowódcy Pomorskiego Okręgu Wojskowego w Bydgoszczy. Od kwietnia 1983 do września 1989 dowodził tym okręgiem. Ukończył Wyższy Kurs Akademicki przy Akademii Sztabu Generalnego Sił Zbrojnych ZSRR. 24 września 1983 na mocy uchwały Rady Państwa PRL został awansowany do stopnia generała dywizji (nominację wręczył mu 10 października 1983 przewodniczący Rady Państwa PRL prof. Henryk Jabłoński).
Był przewodniczącym Wojewódzkiej Rady Przyjaciół Harcerstwa w Bydgoszczy. W latach 1986–1989 był członkiem Ogólnopolskiego Komitetu Grunwaldzkiego. Był delegatem na V (1968), VIII (1980) i X (1986) Zjazd PZPR. W latach 1986–1990 członek Komitetu Centralnego PZPR.
22 września 1989 zdał obowiązki dowódcy Pomorskiego Okręgu Wojskowego gen. bryg. Zbigniewowi Zalewskiemu. Od 1989 roku zastępca szefa sztabu Zjednoczonych Sił Zbrojnych Państw Stron Układu Warszawskiego w Moskwie. Od grudnia 1990 roku, po rozwiązaniu struktur Układu Warszawskiego, w dyspozycji Ministra Obrony Narodowej. 28 maja 1991 roku został przeniesiony w stan spoczynku.
Podczas ponad 40-letniej służby wojskowej był organizatorem wielu ćwiczeń pułkowych i dywizyjnych, m.in. dywizyjnych ćwiczeń "Tarcza-76" obserwowanych przez ministrów obrony narodowej państw - członków Układu Warszawskiego. Był też organizatorem i kierownikiem ćwiczeń "Opal-87", które obserwowali przedstawiciele 22 państw, zarówno Układu Warszawskiego, jak i państw NATO oraz neutralnych.
Pochowany 5 maja 2018 na Cmentarzu Nowofarnym w Bydgoszczy. Pogrzeb odbył się bez asysty wojskowej.

## Życie prywatne
Mieszkał w Bydgoszczy. Syn Piotra i Marii z domu Ćwiklik. Od 1951 żonaty z Aleksandrą (1929-2007), miał dwóch synów,

## Ordery i odznaczenia
- Krzyż Komandorski Orderu Odrodzenia Polski (1978)
- Krzyż Kawalerski Orderu Odrodzenia Polski (1968)
- Order Sztandaru Pracy I klasy (1985)
- Medal Komisji Edukacji Narodowej (1979)
- Medal 30-lecia Polski Ludowej
- Medal 40-lecia Polski Ludowej
- Złoty Medal „Siły Zbrojne w Służbie Ojczyzny” (1971)
- Srebrny Medal Siły Zbrojne w Służbie Ojczyzny
- Brązowy Medal Siły Zbrojne w Służbie Ojczyzny
- Złoty Medal Za zasługi dla obronności kraju (1976)
- Srebrny Medal Za zasługi dla obronności kraju
- Brązowy Medal Za zasługi dla obronności kraju
- Medal im. Ludwika Waryńskiego (1988)[5]
- Medal pamiątkowy „40-lecia PZPR” (1988)[6]
- Honorowa Odznaka Miasta Łodzi (1980)[7]
- Odznaka honorowa „Zasłużonym Ziemi Gdańskiej” (1981)[8]
- Medal „Za zasługi dla Pomorskiego Okręgu Wojskowego”
- Medal „Za umacnianie braterstwa broni” (ZSRR)
- inne odznaczenia